# Kid 90
Kid 90 es una película documental estadounidense de 2021 dirigida y producido por Soleil Moon Frye. La película sigue a Moon Frye, quien llevaba una cámara con ella a todos lados. Leonardo DiCaprio se desempeña como productor ejecutivo bajo su bandera de Appian Way Productions.

## Sinopsis
En los 90, Soleil Moon Frye llevaba una cámara de video con ella a todos lados. David Arquette, Balthazar Getty, Brian Austin Green, Stephen Dorff, Mark-Paul Gosselaar, Danny Boy O'Connor, Heather McComb aparece en la película, mientras Harold Hunter, Justin Pierce, Jenny Lewis, Sara Gilbert, Charlie Sheen, Leonardo DiCaprio, Mark Wahlberg, Corey Feldman, Michael Rapaport, y Jonathan Brandis aparecen en la película a través de imágenes filmadas por Frye.

## Producción
Soleil Moon Frye Pasó cuatro años revisando imágenes que había filmado, diarios y mensajes de voz, de cuando era una adolescente en la década de 1990. Inicialmente planeando hacer la película no sobre ella misma, comenzó a acercarse a amigos de ese período sin importar si había seguido siendo amigos o se había alejado de ellos. Al decidir incluirse a sí misma en la película, le pidió a un editor consultor del proyecto que la entrevistara en la película. Los padres de Jonathan Brandis aprobaron las imágenes de él apareciendo en la película.
En agosto de 2020, Se anunció que Leonardo DiCaprio se desempeñaría como productor ejecutivo bajo su estandarte de Appian Way Productions, con STX Entertainment también produciendo la película.

## Lanzamiento
Fue estrenado el 12 de marzo de 2021.

## Recepción
Kid 90 tiene una calificación de aprobación del 76% en el sitio web del agregador de reseñas Rotten Tomatoes, según 34 reseñas, con un promedio ponderado de 7.1/10. El consenso del sitio web dice: "Es insular y desigual, pero Kid 90 también presenta una mirada cruda y conmovedora en primera persona sobre la experiencia de crecer en el centro de atención". En Metacritic, la película tiene una calificación de 67 sobre 100, basada en 9 críticos, lo que indica "críticas generalmente favorables".
Zach Ruskin para el San Francisco Chronicle le dio a la película un "Hombrecito aplaudiendo", que se traduce aproximadamente a 4/5 estrellas, y opinó "Otros documentales han hecho este punto de manera más grandiosa y artística, pero es valioso ver este metraje en bruto. que acompaña a una adolescencia vivida frente a la cámara ".
 